# Duboko (miasto Užice)
Duboko (cyr. Дубоко) – wieś w Serbii, w okręgu zlatiborskim, w mieście Užice. W 2011 roku liczyła 848 mieszkańców.